# Wendy Vera
Wendy Very Flores (sinh ngày 5 tháng 10 năm 1977) là một nhà soạn nhạc, người viết bài hát, nhà sản xuất thu âm và chính trị gia người Ecuador. Cô được biết đến với việc thành lập nhóm nhạc tecnocumbia Chicas Dulces và là giám khảo choEcuador's Got Talent. Hiện tại, cô là thành viên của Quốc hội Ecuador.

## Tiểu sử

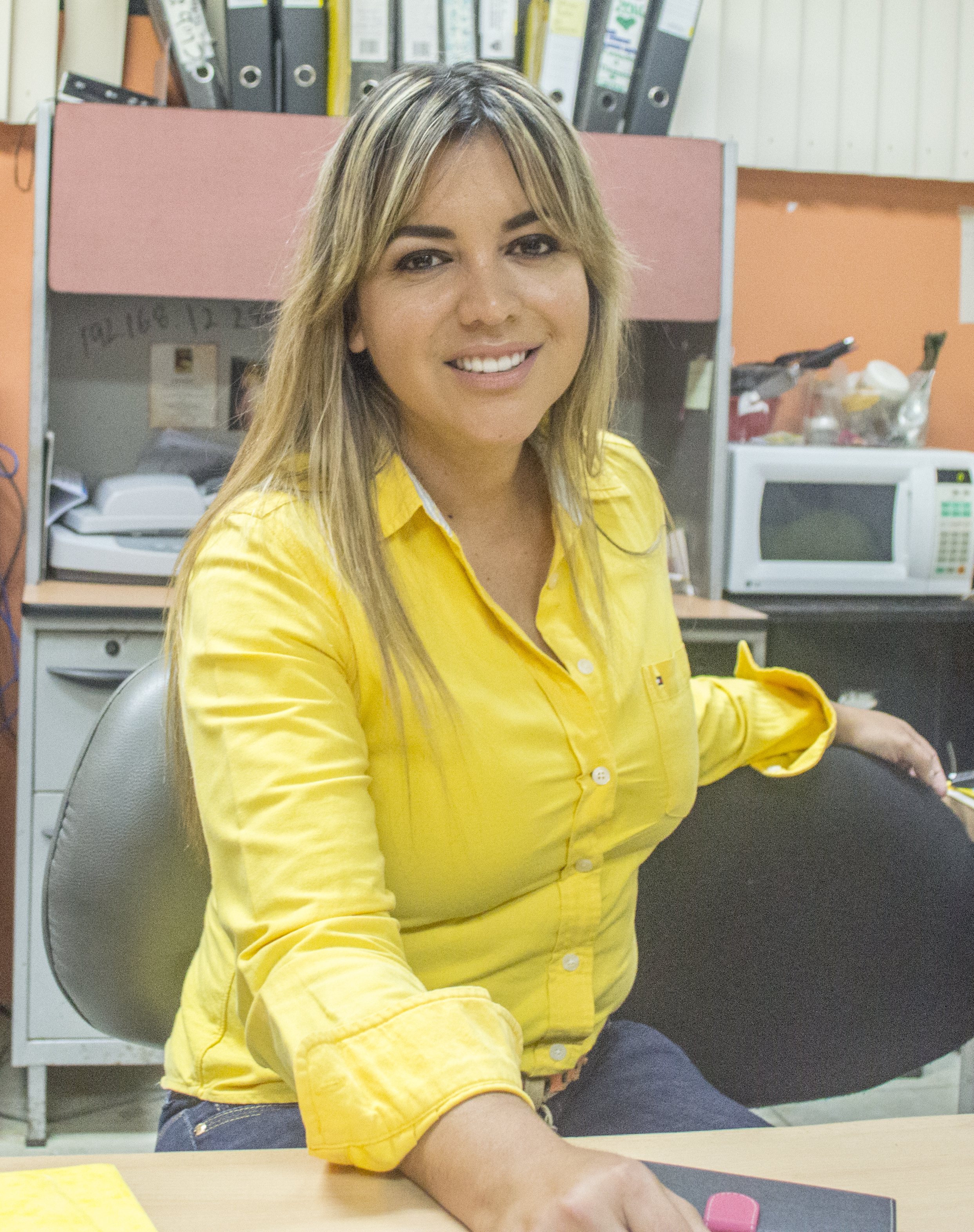
Wendy Vera năm 2016

Wendy Veras sinh tại Guayaquil ngày 5 tháng 10 năm 1977. Từ thời thơ ấu, cô đã bộc lộ sự say mê với âm nhạc và mĩ thuật, cô học chơi piano. Mặc dù gia đình cô muốn Veras học một nghề khác với đam mê nhưng đảm bảo tốt hơn về tài chính, cô vẫn gia nhập nhóm tecnocumbia Caña Dulce khi cô 17 tuổi. Năm ba của cô tại trường luật năm 1999, Veras thành lập Las Chicas Dulces, với Lila Flores là giọng ca chính và Veras là quản lí. Veras đã mắc bệnh Hodgkin, thế nên cô đã ngừng học và hoá trị ở Solca, Romania. Cô ngừng quản lí Las Dulces Chicas và mặc dù sức khỏe của cô được cải thiện, nhóm cũng đã giải thể.
Năm 2005, Veras đã được thuê bởi công ty Ventura Music Group Alejandro Jaén, từ khi sáp nhập với Sony Music, để sản xuất bài hát cho truyền hình. Năm 2011, cô sáng tác Miento và bài hát đã được trình diễn bởi Angélica Vale cho một vở webnovela trên Univision ở Mexico. Cô cũng sáng tác nhạc cho Lorena Rojas và Julio Iglesias Jr. và được đề cử cho giải thưởng âm nhạc khu vực của Billboard.